# Midtown Madness 2
Midtown Madness 2 is een racespel voor Windows uit 2000. Het is het tweede deel in de Midtown Madness-serie. Het spel is ontwikkeld door Angel Studios en uitgegeven door Microsoft Game Studios.

## Spel
In het spel rijdt de speler door Londen en San Francisco en kan hierbij vrij rondrijden of deelnemen aan races. De auto waarin men rijdt is vrij te kiezen. Behalve de auto's die standaard in het spel zitten zijn er ook vele websites waar men auto's en spelwerelden kan downloaden die door anderen gemaakt zijn.

## Voertuigen
In dit spel zijn in totaal 20 voertuigen aanwezig. 12 hiervan zijn standaard aanwezig en 8 zijn vrij te spelen door het winnen van races.
- Mini Cooper Classic
- Volkswagen New Beetle
- Londense taxi
- Cadillac Eldorado
- Ford F-350
- Ford Mustang GT
- Ford Mustang Cruiser
- Ford Mustang Fastback
- Panoz AIV Roadster
- Stadsbus (Amerikaanse versie)
- Londense dubbeldekker
- Freightliner Century

De vrij te spelen auto's zijn:
- Nieuwe Mini Cooper
- Volkswagen New Beetle Dune
- Volkswagen New Beetle RSi
- Humvee (in het spel Light Tactical Vehicle genoemd)
- Audi TT
- Aston Martin DB7 Vantage
- Panoz Esperante GTR-1
- American LaFrance Brandweerwagen

## Ontvangst
Midtown Madness 2 werd positief ontvangen in recensies. Het spel heeft op aggregatiewebsites GameRankings een score van 79% en op Metacritic een score van 78.